# Barons d'Oklahoma City
Les Barons d'Oklahoma City sont une franchise de hockey sur glace de la Ligue américaine de hockey basée à Oklahoma City dans l'État de l'Oklahoma aux États-Unis qui a évolué de 2010 à 2015.

## Historique
L'équipe a été créée en 2010 sur la continuité des Road Runners d'Edmonton. Cette création marque le retour du hockey sur glace à Oklahoma City après les Blazers d'Oklahoma City de la Ligue centrale de hockey qui y ont évolué de 1992 à 2009.
À la suite de la saison 2014-2015, l'équipe déménage à Bakersfield en Californie pour devenir les Condors de Bakersfield à partir de la saison 2015-2016.

### Logo

De 2010 à 2014.
De 2014 à 2015.

## Statistiques
| Saison    | PJ | V  | D  | DP | DTB | BP  | BC  | Pts | Classement         | Séries éliminatoires                                                      |
| --------- | -- | -- | -- | -- | --- | --- | --- | --- | ------------------ | ------------------------------------------------------------------------- |
| 2010-2011 | 80 | 40 | 29 | 2  | 9   | 245 | 234 | 91  | 5e division Ouest  | 2-4 Bulldogs de Hamilton                                                  |
| 2011-2012 | 76 | 45 | 22 | 4  | 5   | 213 | 176 | 99  | 1er division Ouest | 3-1 Aeros de Houston 4-1 Rampage de San Antonio 1-4 Marlies de Toronto    |
| 2012-2013 | 76 | 40 | 25 | 2  | 9   | 240 | 228 | 91  | 3e division Sud    | 3-2 Checkers de Charlotte 4-1 Stars du Texas 3-4 Griffins de Grand Rapids |
| 2013-2014 | 76 | 36 | 29 | 2  | 9   | 239 | 256 | 83  | 3e division Sud    | 0-3 Stars du Texas                                                        |
| 2014-2015 | 76 | 41 | 27 | 5  | 3   | 224 | 212 | 90  | 3e division Sud    | 3-0 Rampage de San Antonio 3-4 Comets d'Utica                             |